# Rocca di Solferino
La Rocca di Solferino, conosciuta anche come Spia d'Italia, è un edificio storico di Solferino, in provincia di Mantova, in Lombardia, situato nei pressi dell'omonimo ossario monumentale e del Museo del Risorgimento di Solferino e San Martino.

## Storia

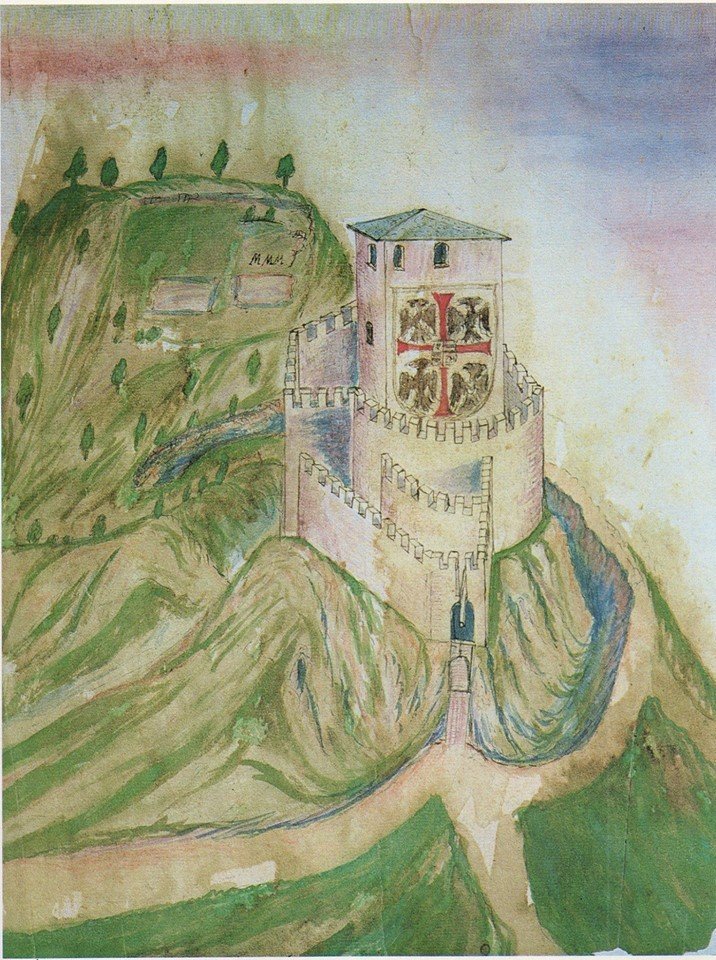
Rocca di Solferino, XVII secolo

È stata eretta nel 1022 sulla sommità del colle (206 m s.l.m.) che sovrasta l'abitato di Solferino. Questa altura rappresenta il punto più elevato della provincia di Mantova. Nel 1315 la Rocca venne acquistata da Rinaldo Bonacolsi, detto "Passerino", signore di Mantova. Cristierno Gonzaga, marchese di Solferino, la restaurò nel 1611.
Acquisì nel tempo valenza strategica per la sua posizione geografica che le valse nel Risorgimento l'appellativo di "Spia d'Italia": fino al 1866 il confine di stato tra Regno d'Italia e Impero austriaco passava infatti poco lontano da questa fortezza. Nel 1866, in seguito alla terza guerra d'indipendenza, perse questa funzione per l'annessione del Veneto all'Italia.
Fu teatro della sanguinosa battaglia di Solferino e San Martino del 24 giugno 1859, scontro armato della seconda guerra d'indipendenza, durante la quale si affrontarono gli eserciti franco-piemontese ed austriaco, che si contesero il controllo della Rocca. La Rocca, dopo un periodo di abbandono, subì importanti restauri nel 1870, quando diventò un museo. Venne restaurata nuovamente nel 2011 in occasione del 150º anniversario dell'Unità d'Italia.

## L'edificio

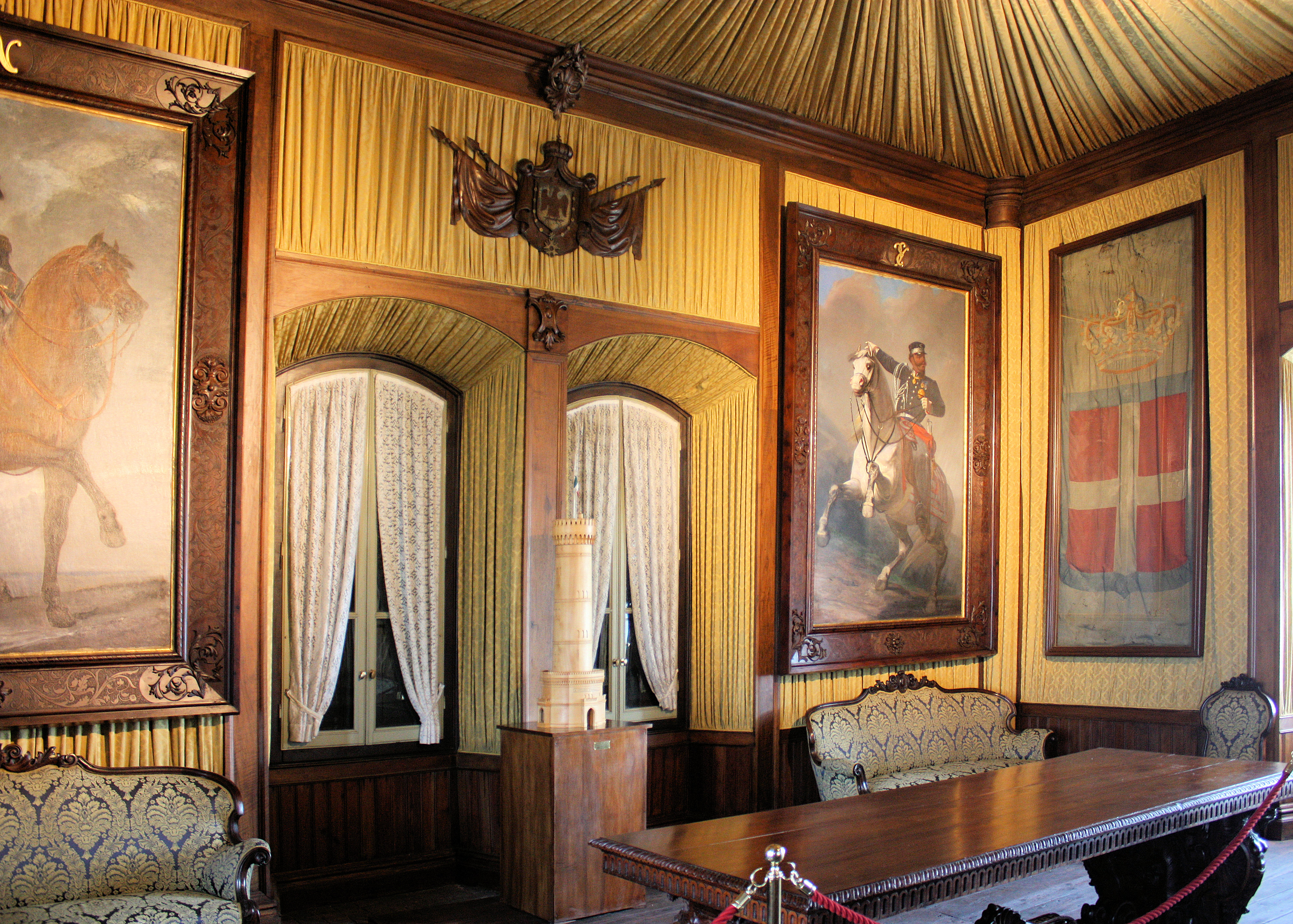
Una sala museo

Al piano terra della torre, approntato a museo, sono collocati cimeli, quadri e armi della seconda guerra d'indipendenza, in particolar modo quelli relativi alla battaglia di Solferino. Tra i cimeli relativi a questo scontro, è esposto il busto del generale francese Charles Auger, morto per le ferite riportate in questa battaglia.
Una rampa in legno conduce alla sommità dove è possibile ammirare la vicina torre monumentale di San Martino della Battaglia e il panorama delle campagne circostanti e del lago di Garda; lungo il percorso che conduce alla terrazza superiore è collocata una raccolta documentale relativa alla storia dell'edificio e alla zecca di Solferino, che era attiva ai tempi dei Gonzaga.
La sala che introduce alla terrazza panoramica è chiamata "Sala dei Sovrani" perché sulle sue pareti sono appesi due dipinti che raffigurano Vittorio Emanuele II e Napoleone III, ovvero i due monarchi che comandarono l'esercito franco-piemontese.
Sulla sommità della Rocca sventola una bandiera italiana. La Rocca, che è alta 23 metri, è inserita in un grande parco pubblico.